# Werner Wolter
Werner Wolter (* 16. Dezember 1926 in Gerwisch) war ein deutscher Politiker und Funktionär der DDR-Blockpartei Demokratische Bauernpartei Deutschlands (DBD).

## Leben
Werner Wolter war der Sohn einer Arbeiterfamilie. Er war von 1951 bis 1953 Kreisrat für Landwirtschaft in Rathenow und ab 1951 Abgeordneter des Kreistages in Rathenow. 1954 wurde er Vorsitzender der LPG in Strodehne und wechselte 1956 als solcher nach Strodehne und später als Vorsitzender der LPG „X. Jahrestag der DDR“ nach  Perwenitz im Kreis Nauen.
Von 1958 bis 1971 gehörte er als Mitglied der DBD-Fraktion der Volkskammer der DDR an.